# Dysodia speculifera
Dysodia speculifera is een vlinder uit de familie van de venstervlekjes (Thyrididae). De wetenschappelijke naam van de soort is voor het eerst geldig gepubliceerd in 1852 door Sepp.